# Sophia Esteed
Sophia Esteed es uno de los personajes del juego de Square Enix Star Ocean Till the end of time para PlayStation 2.

## Datos
- Sexo: Mujer
- Edad: 17
- Altura: 5 ft 3 in
- Peso: 108 lb
- Raza: Humana
- Arma: Bastones y simbología

## Historia
Es una chica amable y dedicada a los demás, amiga de infancia de Fayt. Su padre trabaja en el mismo laboratorio que el de Fayt, y fue por esto que la eligieron a ella para implantarle el Gen de Conexión. Nació en la colonia Moonbase, lugar donde se ubica el laboratorio de genética simbológica.
Aun cuando se cree que está enamorada de Fayt, esto no se demuestra salvo en el manga y en sus vacaciones en Hyda IV.

## Personalidad
Es amable, simpática y dedicada, además de ser una estudiante más que decente. Le gusta cocinar, limpiar y demás labores que son comenmente consideradas "femeninas". Es, además, de personalidad fuerte, como se puede comprobar a lo largo del juego. Al igual que Fayt, siempre ha llevado una vida tranquila, por lo que tampoco se puede esperar que su personalidad sea excesivamente profunda.

## Curiosidades
Suele ir con un pantalón azul de corte pirata, desabrochado.